# 北オランダ・フィルハーモニー管弦楽団
北オランダ・フィルハーモニー管弦楽団（オランダ語: Noordhollands Philharmonisch Orkest）は、オランダの北ホラント州ハールレムを拠点に活動していたオーケストラである。名称は正確に訳すと「北ホラント・フィルハーモニー管弦楽団」となる。

## 沿革・概要
1813年にハールレムで結成された「市民隊」（蘭: Stedelijke Schutterij）を起源とする。1864年に「市民音楽隊」（蘭: Urban Muziekkorps）となり、1889年に「市立音楽隊」（蘭: Municipal Muziekkorps）へと改編された。1897年に「ハールレム音楽隊」（蘭: Muziekkorps Haarlem）に改称されてからは、1913年に「演奏協会」（蘭: Concertvereniging）、1921年に「ハールレム管弦楽協会」（蘭: Haarlemse Orkest Vereniging）へと発展し、1953年には「北オランダ・フィルハーモニー管弦楽団」として活動するようになった。
しかし2002年に「オランダ・バレエ管弦楽団」 (Het Balletorkest) と統合される形で消滅し、「ホラント・シンフォニア」 (オランダ語: Holland Symfonia) となった。